# Campeonato Sueco de Futebol de 2024
O Campeonato Sueco de Futebol de 2024 – conhecido na Suécia como  Allsvenskan 2024 – foi a 100ª temporada do escalão principal das competições de futebol masculino no país.                                                                                                                                                                                                                                                                                            

É organizado pela Federação Sueca de Futebol (Svenska Fotbollförbundet; SvFF) e decorreu no período de março a novembro.

| Campeonato Sueco de Futebol de 2024 Allsvenskan 2024 |
| Sweden                                               |
| ---------------------------------------------------- |
| Malmö FF Campeão                                     |

O campeão da temporada foi o Malmö FF de Malmö, que conquistou o seu 27º título nacional, e se classificou para a Liga dos Campeões, enquanto o Hammarby IF e o AIK se qualificaram para a Liga Conferência da UEFA.

Os despromovidos à Superettan no fim desta época foram o Kalmar FF e o Västerås SK. O IFK Värnamo venceu o play off com o Landskrona BoIS e continua na liga principal. 

## Participantes
Esta temporada é disputada por 16 clubes, contando com os 2 novos participantes, promovidos da Superettan: o Västerås SK e o GAIS.

| Clube          | Cidade     | Estádio              | Capacidade |
| -------------- | ---------- | -------------------- | ---------- |
| AIK            | Solna      | Friends Arena        | 50 000     |
| BK Häcken      | Gotemburgo | Rambergsvallen       | 6 000      |
| Djurgårdens IF | Estocolmo  | Tele 2 Arena         | 30 000     |
| GAIS           | Göteborg   | Estádio Gamla Ullevi | 18 000     |
| Halmstads BK   | Halmstad   | Örjans vall          | 15 500     |
| Hammarby IF    | Estocolmo  | Tele2 Arena          | 30 000     |
| Brommapojkarna | Estocolmo  | Grimsta IP           | 5 000      |
| IF Elfsborg    | Borås      | Arena de Borås       | 16 899     |
| IFK Göteborg   | Gotemburgo | Gamla Ullevi         | 18 416     |
| IFK Norrköping | Norrköping | Nya Parken           | 17 234     |
| IFK Värnamo    | Värnamo    | Finnvedsvallen       | 5 070      |
| Sirius         | Uppsala    | Studenternas IP      | 6 300      |
| Kalmar FF      | Kalmar     | Guldfågeln Arena     | 12 000     |
| Malmö FF       | Malmö      | Estádio Swedbank     | 24 000     |
| Mjällby AIF    | Mjällby    | Strandvallen         | 7 500      |
| Västerås SK    | Västerås   | Hitachi Energy Arena | 8 000      |

## Classificação final
| Posição | Clube             | Pontos |
| ------- | ----------------- | ------ |
| 1       | Malmö FF          | 65     |
| 2       | Hammarby          | 54     |
| 3       | AIK               | 54     |
| 4       | Djurgårdens IF    | 53     |
| 5       | Mjällby AIF       | 50     |
| 6       | Gais              | 48     |
| 7       | IF Elfsborg       | 45     |
| 8       | BK Häcken         | 42     |
| 9       | IK Sirius         | 41     |
| 10      | IF Brommapojkarna | 34     |
| 11      | IFK Norrköping    | 34     |
| 12      | Halmstads BK      | 33     |
| 13      | IFK Göteborg      | 31     |
| 14      | IFK Värnamo       | 31     |
| 15      | Kalmar FF         | 30     |
| 16      | Västerås SK       | 23     |